# Emilio de Villota
Emilio de Villota Ruíz (Madrid, España; 26 de julio de 1946) es expiloto de automovilismo español. En Fórmula 1 participó en 15 Grandes Premios, aunque tan solo llegó a disputar dos carreras de la temporada de 1977 y el Gran Premio de España de 1980 (que se declaró prueba no puntuable después de su celebración). No se clasificó para las restantes pruebas donde estaba inscrito. Ganó los campeonatos de Fórmula Aurora, Campeonato de España de Turismos y tres veces la Copa Porsche Carrera España.

## Carrera deportiva
Emilio de Villota dio sus comienzos en su carrera deportiva, prácticamente en paralelo a la creación en 1967 del circuito del Jarama en su Madrid natal. Sus primeras carreras en ese circuito las realizó a bordo de un Lotus Super Seven comprado con sus ahorros y la ayuda de familiares y amigos de su barrio. Posteriormente dio el salto a los campeonatos nacionales, primero en la Copa TS y posteriormente en la Fórmula SEAT 1430 y 1800, alcanzando el subcampeonato de la primera de estas competiciones en 1973.
Con el objetivo de comenzar a participar de forma internacional, adquirió en 1975 el Ford Capri RS 2600 que años antes fue de Jorge de Bagration y pese a que el coche contaba con varias temporadas a sus espaldas, hizo una gran actuación junto al propio Bagration en la 4 Horas de Zandvoort, aunque tuvieron que abandonar por fallo mecánico y junto al propio Bagration el portugués Nicha Cabral, lograron un segundo puesto en las 4 Horas del Jarama. 
En 1976, de Villota decidido a continuar en la competición internacional y con la mente puesta en la Fórmula 1, regresó a los monoplazas adquiriendo el Lyncar Engineering Ltd. que John Nicholson utilizó en los Grandes Premios de Gran Bretaña de 1974 y 1975. Se inscribió en las Shellsport G8 International Series, que era un campeonato disputado en el Reino Unido bajo reglamentación de Fórmula Libre con vehículos F1, F2, F5000 y Fórmula Atlantic. Gracias a conseguir dos quintos puestos y finalizar en el puesto decimocuarto de la clasificación general, obtuvo la superlicencia para correr en Fórmula 1, que desde aquella temporada se convirtió en obligatoria para inscribirse en un Gran Premio. 
Por aquellos años, el reglamento permitía a equipos privados comprar vehículos antiguos de Fórmula 1 y competir en los Grandes Premios junto a los equipos oficiales y para ello, de Villota alquiló al equipo RAM Racing un Brabham BT44 para participar en el Gran Premio de España de 1976. Sin embargo, los cambios reglamentarios en materia aerodinámica que entraron en vigor precisamente en ese Gran Premio, destrozaron todo el equilibrio aerodinámico del coche y no pudo clasificarse. 
Decidido ya a dar el salto completo a participar en Fórmula 1, De Villota dejó en 1977 su puesto de director de sucursal del Banco Ibérico, para dedicarse por entero a la búsqueda de patrocinadores y de ese modo creó su propia estructura, ‘Iberia Airlines’, que fue el primer equipo de Fórmula 1 de la historia en inscribirse con licencia española en el Campeonato Mundial de la especialidad. Se mantuvo el antiguo Lyncar, se compraron dos McLaren M23 y tres motores Ford-Cosworth DFV, con el objetivo de seguir compitiendo en el campeonato británico 1977 Shellsport G8 International Series, y disputar siete grandes premios de la temporada europea de la Fórmula 1. 
La temporada comenzó de forma espectacular, al adjudicarse la victoria en la carrera inaugural del 1977 Shellsport G8 International Series con el antiguo Lyncar en Mallory Park. Fue la primera victoria en un campeonato internacional de un piloto español sobre un vehículo de Fórmula 1. Los compromisos internacionales de la F1 no permitían compatibilizar ambos certámenes, pero a pesar de ello, logró otras dos victorias en Mallory Park y Brands Hatch, acabando quinto clasificado a final de temporada.
En el Gran Premio de España de Fórmula 1 de esa temporada,  De Villota logró por fin la ansiada clasificación, lo que le convertía en el quinto español de la historia después de Antonio Creus, Francisco Godia, Alfonso de Portago y Alex Soler-Roig en formar parte de la parrilla de un Gran Premio, donde acabó en decimotercera posición. La otra carrera donde consiguió clasificarse fue el Gran Premio de Austria donde logró clasificarse en decimoséptima posición, a pesar de sufrir un accidente en la última vuelta. 
Hay que tener en cuenta que, en esos años, se inscribían para participar en los Grandes Premios, hasta 35 pilotos, motivando que habitualmente diez de ellos quedaran fuera de la parrilla, lo que suponía para los equipos privados y en ocasiones incluso los propios equipos oficiales, un verdadero logro el poder pasar el corte de la clasificación.
Para 1978, la retirada del patrocinador principal impidió la compra de un vehículo más actual y como consecuencia de ello, hubo que abandonar la idea de una participación más ambiciosa en el mundial de Fórmula 1, limitando sus participaciones a la recién creada Fórmula Aurora, donde los costes eran muy inferiores. Volvió a intentar clasificarse en el 1978 Gran Premio de España, pero la irrupción de los wing-cars con efecto suelo, dejó a su McLaren M23 completamente obsoleto y no pudo por dos posiciones clasificarse para la parrilla. Con un patrocinio muy limitado de la empresa ‘Centro Asegurador’ su foco principal esa temporada fue el campeonato británico de Fórmula Aurora, donde acabó la temporada en la tercera posición del campeonato.
Para 1979, la llegada de Madom, un nuevo patrocinador, permitió la compra de un Lotus 78-Cosworth, preparado también por su propio equipo formado junto a Ian Dawson y Giuseppe Risi, creador más tarde de Risi Competizione. De Villota centró de nuevo sus esfuerzos en la F. Aurora y con cuatro victorias en Thruxton, Zandvoort, Oulton Park y Nogaro, era el principal favorito para alzarse con el título, pero una sucesión de averías mecánicas y neumáticos defectuosos, motivaron que finalizara el certamen de nuevo en tercera posición. 
Para 1980, con el Banco Occidental como nuevo patrocinador cerró su estructura y llegó a un acuerdo con RAM Racing para participar de nuevo en la F. Aurora y un regreso a la F1 en el 1980 Gran Premio de España con un Williams FW07-Cosworth. Consiguió clasificar brillantemente en esta ocasión, justo por detrás del equipo Tyrrell y por delante de los equipos oficiales Fittipaldi, Shadow y Ensign. Sin embargo, la disputa política que se produjo justo en ese GP entre la asociación de constructores FOCA y la FISA (FIA) provocó que los equipos Renault, Ferrari, Alfa Romeo y Osella se retiraran del evento y se convirtiera en una carrera no puntuable. Aunque de Villota comenzó bien la carrera defendiéndose en mitad del pelotón, la rotura de una faldilla destrozó todo el equilibrio aerodinámico del coche y provocó que abandonara después de un desafortunado incidente junto a Reutemann y Laffite. En el campeonato Aurora, sin embargo, de Villota con el mismo Williams FW07, no tuvo rival y se adjudicó finalmente el campeonato ganando cinco carreras. 

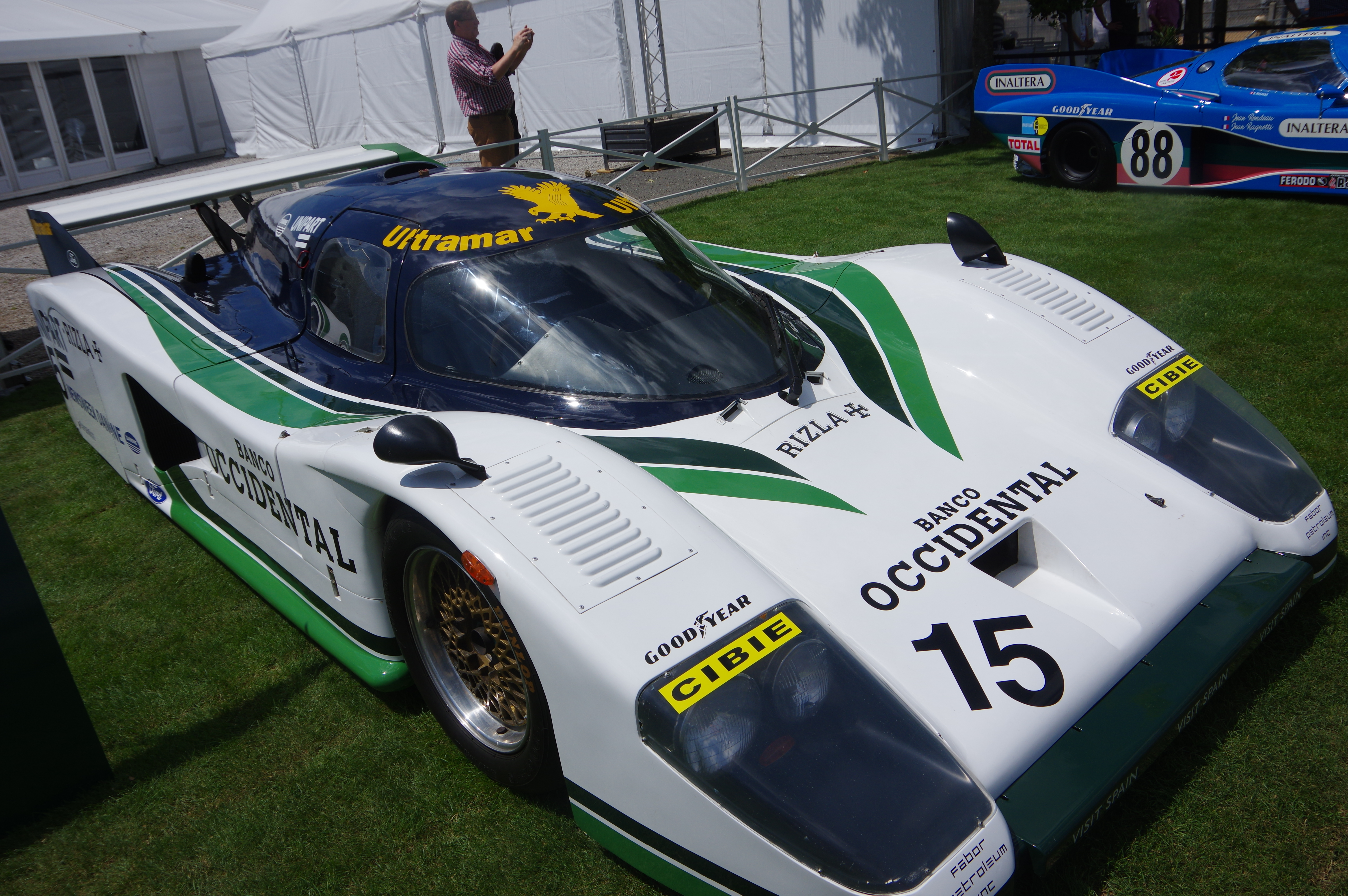
Lola T600 de utilizó en Le Mans 1981.

Para 1981, la progresiva generalización de los motores turbo hizo que los presupuestos para competir en Fórmula 1 se dispararan y de Villota optara por competir en el Campeonato Mundial de Resistencia. El objetivo era hacer debutar el revolucionario Lola T600, que sería además del primer prototipo wing-car de la historia, el coche que sentaría las bases de lo que poco tiempo después se conocería como Grupo C. El coche demostró ser competitivo, pero problemas de juventud lo convertían muy frágil para carreras de resistencia. A pesar de ello, junto a Guy Edwards, lograron dos victorias absolutas en la Coppa Florio, 6 ore Enna-Pergusa y en los Flying Tiger 1000 de Brands Hatch, lo que suponía la primera victoria de un piloto español en pruebas de un campeonato del mundo FIA.
En paralelo, de Villota volvió a intentar participar en el Gran Premio de España de Fórmula 1, asociado de nuevo a Giuseppe Risi e Ian Dawson, con el mismo Williams FW07 de la temporada anterior pero adaptado a la nueva normativa aerodinámica. Sin embargo, de nuevo la guerra FISA-FOCA, torpedeó de nuevo sus esfuerzos. La FOCA, con Bernie Ecclestone al frente de los constructores estaba decidida a acabar con las participaciones de pilotos con equipos privados y forzó al organizador RACE a excluirle. Como consecuencia de ello, de Villota solo pudo participar en los entrenamientos libres del viernes. Este hecho supuso la última participación de un privado en los Grandes Premios de Fórmula 1.
En 1982, realizó un último intento de participación en el mundial de Fórmula 1 y firmó con el equipo March, liderado en esta ocasión por su viejo conocido John McDonald de RAM Racing. Esto suponía convertirse por primera vez en su carrera deportiva convertirse en piloto oficial de una marca, pero desafortunadamente la llegada de Rothmans como patrocinador principal al equipo, provocó su sustitución por Jochen Mass, que fue quien trajo consigo el patrocinio de la tabaquera sudafricana y que posteriormente, también le acompañaría al equipo oficial Porsche en el mundial de resistencia. Intentando no afrontar una batalla legal por la rotura del contrato, RAM ofreció a De Villota alinear un tercer coche a través de la estructura paralela Onyx Racing, pero si los coches oficiales eran poco competitivos, tanto que en ocasiones no se clasificaban para la parrilla, menos aún lo era su March 821, que en realidad era el chasis del año anterior actualizado. 
Se inscribió en un total de cinco Grandes Premios donde había que superar incluso preclasificaciones y pronto se vio claramente, que no existía ninguna opción de ser competitivo. La ocasión donde más cerca estuvo de lograr formar parte de la parrilla de salida, fue en el Gran Premio del este de los Estados Unidos donde quedó como primer reserva, por delante incluso del vigente campeón Nelson Piquet, con dificultades en el debut de su Brabham-BMW turbo. Al no tener acceso tampoco, como estructura paralela a los neumáticos de Michelin y Goodyear y tener que rodar con los poco competitivos compuestos de Avon, a los que ni siquiera tenía acceso a los compuestos de clasificación.
De acuerdo común con Mike Earle, patrón de Onyx, que era la estructura que gestionaba el equipo, decidieron no continuar la aventura a partir del Gran Premio de los Países Bajos. Esta amarga experiencia puso fin a su experiencia en Fórmula 1 y le supuso convertirse también en el último piloto de la historia, en participar con una estructura paralela dependiente de un equipo oficial.
Fuera de la F1, la relación con Giuseppe Risi e Ian Dawson continuó, pues ambos se acababan de convertir en constructores al crear el Grid S-1-Cosworth para la recién creada categoría de Grupo C. El coche era prometedor, pero una extrema fragilidad derivada de su juventud y la falta absoluta de recursos, supuso que tuviera que abandonar la mayor parte de las carreras en las que participó. En una de las pocas donde pudo terminar, los Shell Oils 1000 Kilometres, de Brands Hatch, acabó décimo junto a Derek Daly y Fred Stiff.
De Villota continuó con Grid Racing en 1983. Pero de nuevo, la falta de recursos económicos impedía una y otra vez acabar las carreras . Fue otra vez en la carrera de final de temporada, junto a Skeeter McKitterick y Dudley Wood donde por fin consiguieron acabar, finalizando la prueba en una meritoria octava plaza. 
Intentando no perder contacto con los monoplazas participó en dos carreras del campeonato Europeo de Fórmula 2, una en Silverstone con March 832-BMW y otra en el Jarama con Minardi M283-BMW. Sin embargo, aun no siendo coches muy competitivos, de Villota tampoco se encontraba cómodo con coches de una potencia muy diferente a los Ford Cosworth a los que estaba más habituado. Esto, supuso punto final a sus participaciones en monoplazas, concentrándose a partir de ese momento a las competiciones de resistencia y de turismos. La alegría esa temporada de 1983, vino sin embargo, de la victoria en el Campeonato de España de Turismos, que se adjudicó con un Ford Capri, gestionado por el equipo técnico de la escuela de pilotos, que dos años antes había fundado en el circuito de Jarama. 
Para 1984, Grid Racing construyó un nuevo coche, el Grid S2-Porsche. Las penurias económicas parecía que tocaban a su fin al contar con el decidido apoyo de Julio Iglesias, pero desafortunadamente después del Budweiser Miami Grand Prix, que era la carrera en la que iban a debutar, un acuerdo de la multinacional Coca-Cola con el cantante español, le impedía al cantante español continuar con el proyecto. Esto supuso la retirada temporal de las carreras de Emilio de Villota, pues supuso un muy serio revés financiero.  
En 1985, De Villota simplemente pilotó acompañando a Francisco Romero en el ETCC de 1985 con la Escudería Mezquita, dos carreras, acabando decimoctavos y segundos de clase 1600cc  en los 500km de Vallelunga y decimoséptimos y segundos de clase de nuevo en los 500km de Donington a bordo de un VW Golf GTi. En la carrera final de temporada en el circuito del Jarama, hizo debutar el nuevo WW Golf de RAS Motorsport, alcanzando la tercera plaza de la división 2 junto al belga Thierry Van Dalen.
En 1986, mientras reemprendía su actividad profesional como gerente del concesionario de Porsche España, surgió la oportunidad de competir con John Fitzpatrick Racing junto a Fermín Vélez, con el apoyo de Danone en el Campeonato de Mundo de Resistencia. A pesar de rodar con el modelo 2.6T, cuando la mayor parte de los Porsche ya contaban con el motor 2.8T, el buen hacer del equipo y la fiabilidad del coche hizo que se lograran buenos resultados, entre los que destacaron un tercer puesto en los 1000 km de Nürburgring y un cuarto puesto en las 24 Horas de Le Mans, que supondrían la última aparición del piloto español en la mítica prueba francesa. 
En 1987 decidido ya a abandonar la competición internacional, acompañó a Francisco Romero en las dos primeras pruebas del mundial de resistencia de 1987 dado que ambas se celebraban en España. Con un Porsche 962 del equipo Kremer Racing terminaron décimos y octavos respectivamente en los circuitos de Jarama y Jerez. Fruto de su relación profesional con Porsche España, participó también en la Copa Porsche 944 turbo, finalizando el certamen en la octava posición. 
Retirado durante varios años de la competición activa, de Villota regresó a la competición en 1993 para disputar en España la Copa Porsche 968CS, certamen del que fue campeón en 1993, 1995 y 1996, siendo esta temporada, la última en la que compitió de forma activa, participando incluso en el Gran Premio Repsol Resistencia Del Jarama, una prueba de las BPR Global GT series junto a su sobrino Pablo de Villota y Fulvio Ballabio. A partir de este momento solamente compitió de forma ocasional en España como piloto invitado a diversas pruebas monomarca o de GT.

## Después de retirarse
En 1980 fundó en el Circuito del Jarama la Escuela de Pilotos Emilio de Villota y desde 1997 hasta 2015 dirigió la escudería de automovilismo EmiliodeVillota Motorsport, por donde han pasado de una forma o de otra grandes nombres del automovilismo español como Antonio Albacete, Alfonso García de Vinuesa, Carlos Sainz Sr y Jr., Pedro de la Rosa, Marc Gené, Ander Vilariño, Antonio García, Andy Soucek, Dani Juncadella e incluso el propio Fernando Alonso hizo uno de sus primeros tests en monoplazas, a bordo de un Fórmula Toyota de la Escuela de Pilotos. Tras el fallecimiento de su hija María de Villota (1980-2013) abandonó toda actividad relacionada con la competición automovilística y se centró en promover las actividades benéficas del movimiento 'Legado María de Villota. Emilio de Villota Jr. también fue piloto de competición y en la actualidad desarrolla diferentes proyectos de ingeniería relacionados con la competición automovilística.
Fue fundador y director de la edición española de la revista 'Car and Driver' desde su fundación en 1995, hasta su jubilación en la empresa editora Hachette Filipacchi en 2008.
Fue director comercial y de patrocinios del primer desafío español en la Copa América de vela, 'España 92'.
En 1980 fue premio nacional al mérito deportivo entregado por S.M. el rey Juan Carlos I.

## Resultados

### Fórmula 1
| Año     | Escudería          | 1   | 2   | 3   | 4       | 5        | 6        | 7       | 8       | 9        | 10      | 11      | 12     | 13  | 14      | 15  | 16  | 17  | Pos. | Puntos |
| ------- | ------------------ | --- | --- | --- | ------- | -------- | -------- | ------- | ------- | -------- | ------- | ------- | ------ | --- | ------- | --- | --- | --- | ---- | ------ |
| 1976    | RAM Racing         | BRA | RSA | USW | ESP DNQ | BEL      | MON      | SWE     | FRA     | GBR      | GER     | AUT     | NED    | ITA | CAN     | USA | JPN |     | NC   | 0      |
| 1977    | Iberia Airlines F1 | ARG | BRA | RSA | USW     | ESP 13   | MON      | BEL DNQ | SWE DNQ | FRA      | GBR DNQ | GER DNQ | AUT 17 | NED | ITA DNQ | USA | CAN | JPN | NC   | 0      |
| 1978    | Centro Asegurador  | ARG | BRA | RSA | USW     | MON      | BEL      | ESP DNQ | SWE     | FRA      | GBR     | GER     | AUT    | NED | ITA     | USA | CAN |     | NC   | 0      |
| 1982    | LBT Team March     | RSA | BRA | USW | SMR     | BEL DNPQ | MON DNPQ | USE DNQ | CAN DNQ | NED DNPQ | GBR     | FRA     | GER    | AUT | SUI     | ITA | LVG |     | NC   | 0      |
| Fuente: |                    |     |     |     |         |          |          |         |         |          |         |         |        |     |         |     |     |     |      |        |

### Resultados Shellsport International Series G8
(Carreras en negrita indican Pole Position; carreras en cursiva indican Vuelta Rápida)
| Año  | Equipo               | Chasis      | Motor                    | 1       | 2       | 3       | 4       | 5   | 6     | 7      | 8       | 9      | 10    | 11    | 12     | 13    | 14      | Pos. | Pts |
| ---- | -------------------- | ----------- | ------------------------ | ------- | ------- | ------- | ------- | --- | ----- | ------ | ------- | ------ | ----- | ----- | ------ | ----- | ------- | ---- | --- |
| 1976 | Roger Heavens Racing | Lyncar 006  | Ford Cosworth DFV 3.0 V8 | MAL DNS | SNE 5   | OUL Ret | BRH 10  | THR | BRH 5 | MAL 10 | SNE DNS | BRH 18 | THR 8 | OUL   | BRH 10 | BRH 7 |         | 14.º | 26  |
| 1977 | Iberia Airlines F1   | Lyncar 006  | Ford Cosworth DFV 3.0 V8 | MAL 1   | SNE Ret | OUL DNS | BRH DNS | MAL | THR   | BRH    | OUL     |        |       |       |        |       |         | 5.º  | 76  |
| 1977 | Iberia Airlines F1   | McLaren M23 | Ford Cosworth DFV 3.0 V8 |         |         |         |         |     |       |        |         | MAL 1  | DON   | BRH 1 | THR    | SNE 3 |         | 5.º  | 76  |
| 1977 | Iberia Airlines F1   | McLaren M25 | Ford Cosworth DFV 3.0 V8 |         |         |         |         |     |       |        |         |        |       |       |        |       | BRH Ret | 5.º  | 76  |

### Resultados Campeonato Británico de Fórmula 1 (Aurora)
(Carreras en negrita indican Pole Position; carreras en cursiva indican Vuelta Rápida)
| Año  | Equipo               | Chasis         | Motor                    | 1       | 2       | 3       | 4     | 5       | 6     | 7     | 8       | 9     | 10      | 11      | 12      | 13      | 14    | 15      | Pos. | Pts |
| ---- | -------------------- | -------------- | ------------------------ | ------- | ------- | ------- | ----- | ------- | ----- | ----- | ------- | ----- | ------- | ------- | ------- | ------- | ----- | ------- | ---- | --- |
| 1978 | Centro Asegurador F1 | McLaren M25    | Ford Cosworth DFV 3.0 V8 | OUL 2   | BRH 3   | SNE 2   | MAL 4 | ZAN Ret | DON 5 |       |         |       | BRH Ret | THR 8   | SNE 8   |         |       |         | 3º   | 86  |
| 1978 | Boxer Cars           | Boxer PR276    | Hart 420R 2.0 L4         |         |         |         |       |         |       | THR 7 |         |       |         |         |         |         |       |         | 3º   | 86  |
| 1978 | Centro Asegurador F1 | McLaren M23    | Ford Cosworth DFV 3.0 V8 |         |         |         |       |         |       |       | OUL Ret | MAL 4 |         |         |         |         |       |         | 3º   | 86  |
| 1979 | Madom F1 Team        | Lotus 78       | Ford Cosworth DFV 3.0 V8 | ZOL Ret | OUL 7   | BRH Ret | MAL 4 | SNE 3   | THR 1 | ZAN 1 | DON 2   | OUL 1 | NOG 1   | MAL 6   | BRH Ret | THR Ret | SNE 8 | SIL Ret | 3º   | 55  |
| 1980 | RAM Racing           | Williams FW07  | Ford Cosworth DFV 3.0 V8 | OUL 2   | BRH Ret | SIL 2   | MAL 1 |         | MNZ 1 | MAL 1 | SNE 3   | BRH 1 | THR 2   | OUL Ret | SIL 1   |         |       |         | 1º   | 85  |
| 1980 | RAM Racing           | Fittipaldi F5A | Ford Cosworth DFV 3.0 V8 |         |         |         |       | THR 5   |       |       |         |       |         |         |         |         |       |         | 1º   | 85  |